# Stawiacze min typu Wonsan

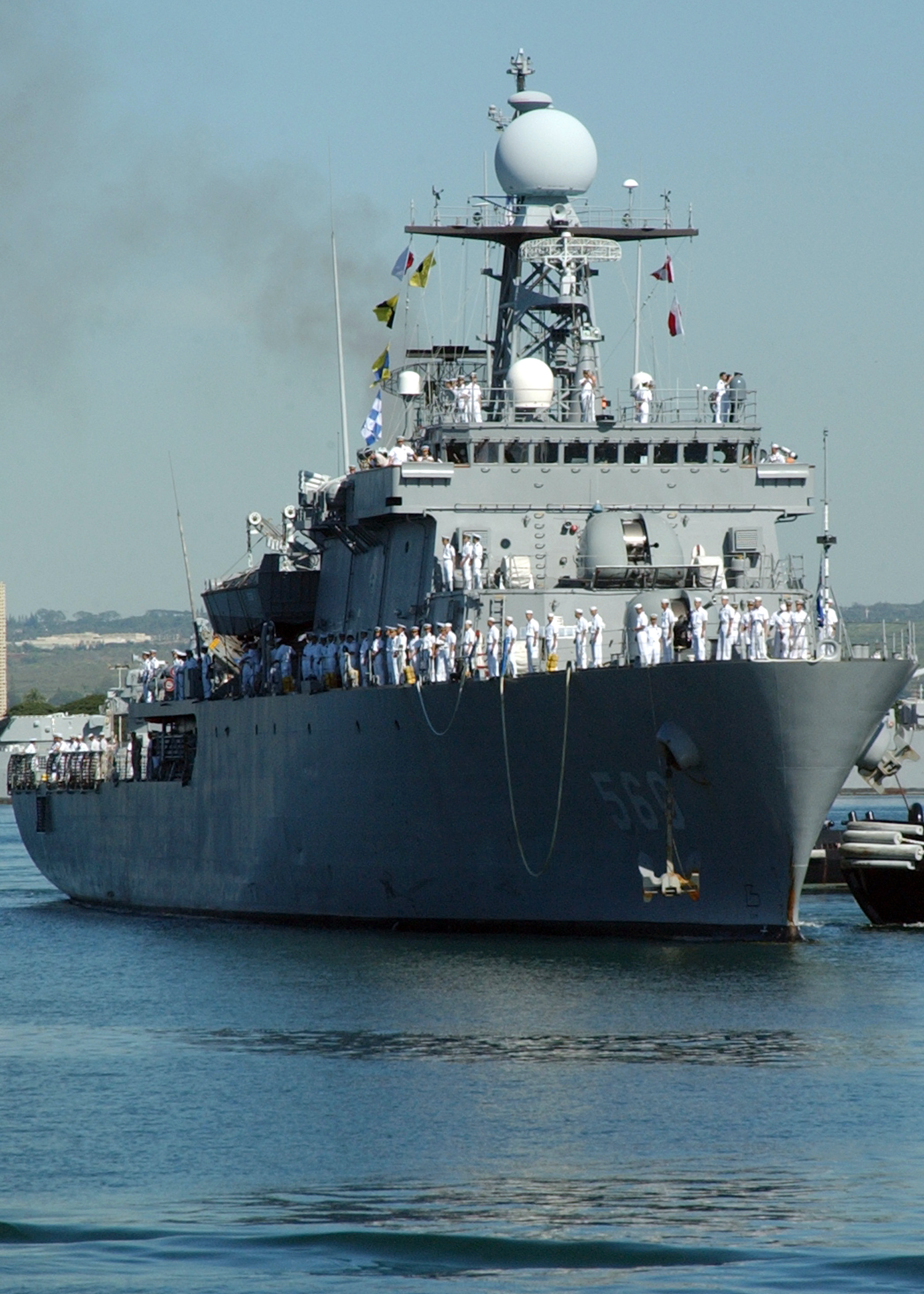
„Wonsan” z wizytą w Pearl Harbor

Stawiacze min typu Wonsan – południowokoreańskie stawiacze min.
Pierwszy okręt typu, „Wonsan”, zbudowany w stoczni Hyunday Heavy Industries w Ulsan, zwodowany został we wrześniu 1996 roku po dwóch latach budowy. Do służby włączony we wrześniu 1997 roku, z numerem burtowym 560.
Kontrakt, zawarty w 1991 roku przewidywał budowę kolejnych jednostek tej klasy, ale na skutek decyzji politycznych następnych okrętów nie zamawiano. 
Kolejną jednostkę zamówiono dopiero w drugiej dekadzie XXI wieku. Jednostka, większa od prototypu, zwodowana została w maju 2015 roku. Dowództwo koreańskiej marynarki planuje budowę kolejnych 4 okrętów tej serii.
Oprócz stawiania min, okręty te mogą pełnić zadania okrętów patrolowych, a także okrętów ZOP.

## Dane taktyczno-techniczne

### „Wonsan”
Jednostka MLS-I o wyporności 3300 ton ma długość całkowitą 103,75 m, szerokość 15,2 m, zanurzenie 4,15 m.
Siłownia kombinowana w układzie CODAD zawiera 4 silniki Diesla o łącznej mocy 12 650 kW, napędzające dwie śruby. Układ ten pozwala osiągnąć prędkość 22 węzły. Zasięg okrętu wynosi 4500 mil morskich przy prędkości 15 węzłów.
„Wonsan” może zabrać do 300 min. Uzbrojony jest w 76-milimetrową armatę OTO Melara w wersji Compact i dwie zdwojone armaty No Bang kalibru 40 mm oraz dwie potrójne wyrzutnie torped kalibru 324 mm. Wyposażony jest w podkadłubowy sonar PHS-32.
Pokład rufowy zajmuje duże lądowisko dla śmigłowców.

### „Nampo”
Nowszy okręt, oznaczany jako MLS-II, o wyporności standardowej 3000 ton i pełnej 4200 ton ma długość 114,3 m, szerokość 17,2 m i zanurzenie 4,61 m.
Siłownia jest w takim samym układzie (CODAD, 4 silniki, 2 śruby), zapewnia prędkość 23 węzły i zasięg 4500 Mm przy prędkości 15 węzłów. 
Podobnie jak „Wonsan”, „Nampo” uzbrojony jest w 76-milimetrową armatę OTO Melara, lecz w wersji Super Rapid w wieży typu stealth i 2 potrójne wyrzutnie torped 324 mm. Nie ma armat 40 mm, lecz zainstalowano czterokomorową wyrzutnię rakietową VLSz pociskami woda-powietrze Haegung. 
W odróżnieniu od „Wonsana”, „Nampo” ma hangar dla śmigłowca.